# Fuerte San Antonio (Ancud)
El Fuerte San Antonio, también conocido como Batería de San Antonio, es una fortificación militar ubicada en la ciudad de Ancud, Región de Los Lagos de Chile, que data de tiempos de la colonia española, y se conserva como uno de los mayores atractivos turísticos de la ciudad.

## Historia

### Antecedentes
Desde el año 1767, cuando Chiloé pasa a depender directamente del Virreinato del Perú, se inicia la construcción de una serie de fortificaciones con el objetivo de proteger el borde costero de la amenaza de piratas y de otras potencias extranjeras. Es en este contexto que se funda el Fuerte de San Carlos, núcleo de la futura ciudad de Ancud, y las baterías marítimas de Poquillihue, El Muelle (o El Carmen), Campo Santo y Tecque. Esta última batería sería encargada por Manuel de Zorrilla y construida en la Punta de Tecque entre 1770 y 1780, con capacidad para cuatro cañones. Este es el antecedente inmediato de la actual Batería de San Antonio.

### Campañas de Chiloé
En 1820 el gobernador Antonio de Quintanilla inicia una refortificación de la Batería de Tecque, aumentando su capacidad de fuego y dándole el nombre de San Antonio, en honor al santo patrono de la nueva fortificación. A partir de 1824, desde esta fortificación saldría un túnel que conectaba con el Polvorín ubicado en el cercano Fuerte de San Carlos, lo que le habría otorgado una mayor capacidad de respuesta frente al ataque de las fuerzas independentistas.
Al igual que las demás fortificaciones de Ancud, San Antonio tuvo un rol importante en la defensa de la ciudad durante la guerra de independencia hasta 1826. En enero de ese año, producto de la ya extensa resistencia en solitario como último bastión de España en Sudamérica, la ciudad fue finalmente rendida a las tropas independentistas, y los milicianos realistas se replegaron a zonas rurales, donde finalmente fueron vencidos en las batallas de Pudeto y Bellavista.

## Actualidad
Desde fines del siglo XIX el Fuerte San Antonio es un parque histórico y arqueológico abierto a los visitantes. En 1926, al celebrarse cien años de la anexión de Chiloé a Chile, en el lugar se instaló un obelisco con representaciones de los gobernadores José Santiago Aldunate y Antonio de Quintanilla, primer gobernador chileno y último gobernador español respectivamente.
Actualmente el fuerte consta de siete cañones que miran a la bahía de Ancud, así como también se puede apreciar el acceso al antiguo túnel al polvorín, que se encuentra bloqueado desde el terremoto de 1960.
Existe la creencia errónea, iniciada por Diego Barros Arana, de que fue en este lugar donde se firmó el tratado de Tantauco, y por tanto sería el último lugar de Chile donde habría flameado la bandera española. No obstante, ese episodio ocurrió realmente en el Puente San Antonio en las afueras de Ancud, y la confusión se originaría en un error de tipeo del tratado desde su versión manuscrita original.